# Colin Gubbins

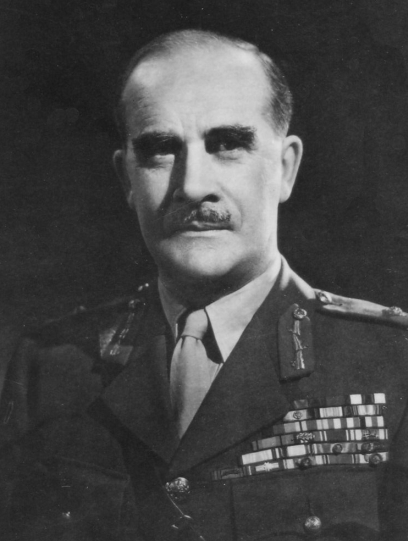
Colin Gubbins

Sir Colin McVean Gubbins KCMG DSO MC (* 2. Juli 1896 in Tokio, Japan; † 11. Februar 1976 in Stornoway, Schottland) war ein britischer Offizier.
Er war die treibende Kraft der Special Operations Executive (SOE) während des Zweiten Weltkriegs. Gubbins war auch für die Aufstellung der geheimen Auxiliary Units verantwortlich, einer Kommandotruppe, die sich auf die Home Guard stützte und im Falle einer Invasion des Vereinigten Königreichs während des Unternehmen Seelöwe, der geplanten deutschen Invasion, an den Flanken und im Rücken der deutschen Linien operieren sollte.

## Leben
Gubbins wurde in Japan geboren als jüngerer Sohn und drittes Kind von John Harington Gubbins (1852–1929), orientalischer Sekretär in der britischen Gesandtschaft, aus dessen Ehe mit Helen McVean. Er wuchs vorwiegend auf dem Anwesen seiner Großeltern mütterlicherseits, Killiemore House, auf der Isle of Mull auf. Er besuchte das Cheltenham College und die Royal Military Academy in Woolwich, wo er als 56. von 70 Kadetten seinen Abschluss machte.

### Militärdienst im Ersten Weltkrieg
Gubbins trat 1914 als Second Lieutenant der Royal Field Artillery in die britischen Armee ein. Bei Ausbruch des Ersten Weltkriegs hielt er sich gerade in Heidelberg auf, um seine Deutschkenntnisse zu verbessern, und musste eine gefährliche Reise über Belgien zurück nach Großbritannien antreten, wo er einen Tag vor dem Kriegseintritt Großbritanniens in Dover ankam. Gubbins diente als Batterieoffizier an der Westfront – zunächst bei der 126. Batterie im 3. Korps der britischen Armee. Er kam erstmals am 22. Mai 1915 in der Zweiten Flandernschlacht zum Einsatz und wurde am 9. Juni zum Lieutenant befördert.
Im Juli 1916 nahm er an der Schlacht an der Somme teil und erhielt das Military Cross für die Rettung von Verwundeten unter Beschuss. Am 7. Oktober wurde er durch einen Schuss in den Nacken verwundet, erholte sich aber vollständig. Im Frühjahr 1917 nahm Gubbins an der Schlacht bei Arras teil und litt im Winter unter den Auswirkungen von Senfgas. Anfang 1918 wurde Gubbins zum Captain befördert und nahm an der Schlacht bei St. Quentin teil. Kurz darauf wurde er am 17. April mit einem Grabenfieber von der Front evakuiert.

### Zwischen den zwei Weltkriegen
Im Jahr 1919 trat er in den Stab von General Sir Edmund Ironside im Nordrusslandfeldzug während des Russischen Bürgerkrieges ein und diente vom 13. April bis zum 27. September 1919 als dessen Adjutant in Murmansk.
Am 2. Dezember 1919 wurde Gubbins zur 47. Batterie der 5. Division in Kildare während des Irischen Unabhängigkeitskrieges versetzt. Er diente als Nachrichtenoffizier und nahm 1920 an einem dreitägigen Kurs in Guerilla-Kriegsführung teil, der vom Hauptquartier der 5. organisiert wurde. Gubbins beschrieb seinen Dienst in diesem Konflikt als „von Männern in Trilbys (Filzhüten) und Mackintoshes (Regenmänteln) hinter Hecken beschossen zu werden und nicht zurückschießen zu dürfen“. Zum Brigade-Major ernannt, stellte er der Irish Free State Army 18-Pfünder-Artilleriegeschütze für den Angriff auf die von Sezessionisten (IRA) gehaltenen Dublin Four Courts am 28. Juni 1922 zur Verfügung. Im August desselben Jahres stellte er widerwillig eine Lafette und sechs schwarze Pferde für die Beerdigung des ehemaligen IRA-Führers Michael Collins zur Verfügung, der während des Bürgerkriegs in einem Hinterhalt von seinen ehemaligen Kameraden getötet worden war. Im Oktober dieses Jahres wurde er schließlich nach England zurückbeordert.
Seine Erfahrungen im russischen Bürgerkrieg und im Unabhängigkeitskrieg weckten sein lebenslanges Interesse an der irregulären Kriegsführung. Eine der Lehren, die er aus dem diesem Krieg zog, war die Bedeutung erbeuteter feindlicher Dokumente, die den Sicherheitskräften eine Fülle unschätzbarer Informationen über die IRA lieferten. Als er später das SOE gründete, lautete eines der wichtigsten Sicherheitsmerkmale: „Schreibe so wenig wie möglich. Lernen Sie auswendig, wenn Sie können. Wenn du Dokumente mitnehmen musst, wähle aus, was du mitnehmen musst. Verbrenne alle geheimen Abfälle und Kohlen“.
Nach einer Zeit beim Signalnachrichtendienst des General Head Quarter (GHQ) in Indien absolvierte Gubbins 1928 das Staff College in Quetta und wurde 1931 zum GSO3 in der russischen Abteilung des Kriegsministeriums ernannt. Nach seiner Beförderung zum Brevet-Major trat er 1935 in die MT1 ein, die für politische Entscheidungen zuständige Abteilung des Military Training Directorate.
Im Oktober 1938, nach dem Münchner Abkommen, wurde er als militärisches Mitglied der Internationalen Kommission in das Sudetenland entsandt. Nach seiner Beförderung zum Lieutenant-Colonel trat er im April 1939 in die GS(R) – die spätere MI(R) – ein. Er war Mitverfasser von Ausbildungshandbüchern über Taktiken der irregulären Kriegsführung für Widerstandsbewegungen, die später übersetzt und im besetzten Europa abgesetzt wurden. Er besuchte auch Warschau, um mit dem polnischen Generalstab über Sabotage und Subversion zu sprechen.

### Zweiter Weltkrieg

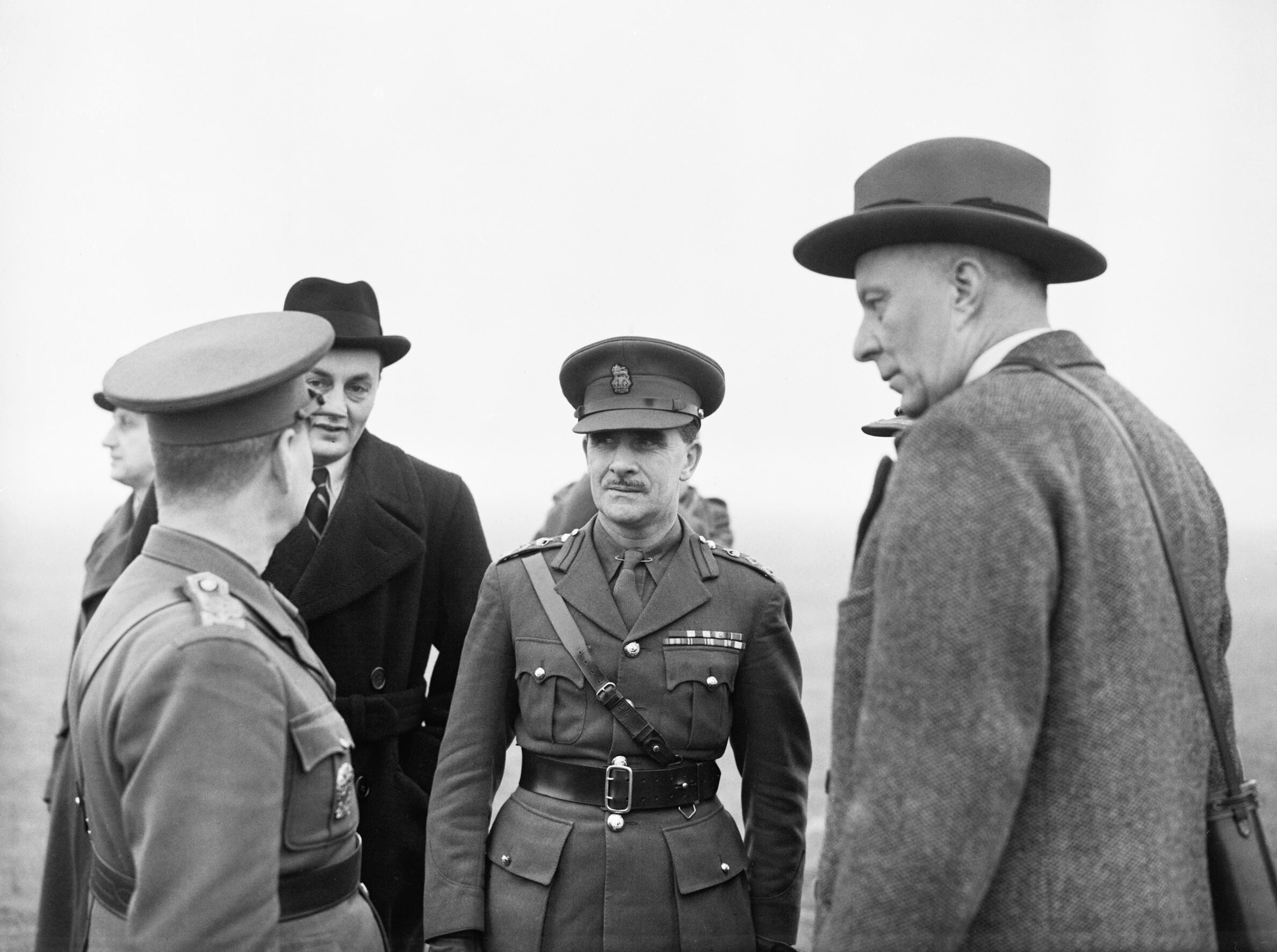
Hugh Dalton (rechts), Minister für Wirtschaftskriegsführung, und Colin Gubbins, Chef der Special Operations Executive, im Gespräch mit einem tschechischen Offizier während eines Besuchs bei tschechischen Truppen in der Nähe von Leamington Spa, Warwickshire

Als die britischen Streitkräfte im August 1939 mobilisiert wurden, wurde Gubbins zum Chef des Stabes der von Adrian Carton de Wiart geleiteten Militärmission in Polen ernannt. Gubbins und ein Teil eines Kontingents des MI(R) trafen am 3. September, nur wenige Stunden nach der britischen Kriegserklärung, in Warschau ein, doch schon nach wenigen Tagen war die Mission aufgrund der sich rapide verschlechternden Lage gezwungen, Warschau zu verlassen. Gubbins und de Wiart gehörten zu den ersten, die über die Wirksamkeit der deutschen Panzertaktik berichteten.
Im Oktober 1939, nach seiner Rückkehr nach Großbritannien, wurde Gubbins als Leiter einer Militärmission zu den tschechischen und polnischen Streitkräften unter französischem Kommando nach Paris entsandt. Im März 1940 wurde er aus Frankreich abberufen, um die Independent Companies, die Vorläufer der britischen Commandos, aufzustellen, die er später während des Norwegenfeldzugs in mehreren Aktionen in Nordland befehligte. Obwohl er in einigen Kreisen kritisiert wurde, weil er unerfahrenen Truppen zu viel abverlangte, erwies er sich als mutiger und einfallsreicher Befehlshaber. Während der Operationen um Bodø übernahm er das Kommando über die 24. Brigade und entließ rücksichtslos einen Kommandeur eines Gardebataillons, der offenbar die Nerven verloren hatte. Für seine Verdienste während des Feldzugs wurde Gubbins mit dem Distinguished Service Order ausgezeichnet.
Obwohl er von Lieutenant-General Claude Auchinleck, dem Befehlshaber aller Truppen im Norwegenfeldzug, für das Kommando über eine Division empfohlen wurde, trat er nach seiner Rückkehr nach Großbritannien dennoch wieder dem MI(R) bei und wurde vom General Headquarters Home Forces angewiesen, die geheimen Auxiliary Units zu bilden, eine Kommandotruppe, die sich aus der Home Guard und regulären Sabotageteams der Armee zusammensetzte und im Falle einer Invasion Großbritanniens an den Flanken und hinter den deutschen Linien operieren sollte.
Im November 1940 wurde Gubbins zum stellvertretenden Brigadier ernannt und auf Ersuchen von Hugh Dalton, dem Minister für Wirtschaftskriegsführung, zur Special Operations Executive (SOE) abgestellt, die kurz zuvor gegründet worden war, um „alle Sabotage- und Subversionsaktionen gegen den Feind in Übersee zu koordinieren“. Neben der Aufrechterhaltung seiner bestehenden Verbindungen zu den Polen und Tschechen wurde Gubbins mit drei Aufgaben betraut: Er sollte Ausbildungseinrichtungen einrichten, für die Admiralität und das Luftfahrtministerium annehmbare Arbeitsverfahren entwickeln und enge Arbeitsbeziehungen zum Gemeinsamen Planungsstab aufbauen.
Trotz vieler Frustrationen und Enttäuschungen, die vor allem auf den Mangel an Flugzeugen zurückzuführen waren, hielt er an der Ausbildung der Organisatoren und ihrer Entsendung ins Feld fest. Der erste Verbindungsflug nach Polen fand im Februar 1941 statt und in den Jahren 1942 und 1943 erzielten die vom SOE unterstützten europäischen Widerstandsbewegungen bemerkenswerte Erfolge, darunter ein Überfall auf eine Schwerwasserproduktionsanlage in Norwegen.
Im September 1943 versuchten das GHQ Middle East, das Foreign Office und der Joint Intelligence Committee, die Autonomie des SOE aufzuheben. Obwohl der Nachfolger von Dalton, Roundell Palmer, 3. Earl of Selborne, diese Bestrebungen nachdrücklich unterstützte, unterstellte der daraus resultierende Modus Vivendi die Feldoperationen des SOE den Befehlshabern der Einsatzgebiete. Charles Jocelyn Hambro, der geschäftsführende Leiter des SOE, trat aus Protest zurück.
Gubbins wurde als sein Nachfolger ernannt. Die Lage des SOE blieb prekär, und im Januar 1944 wurde ein weiterer Versuch unternommen, das SOE aufzulösen, nachdem bekannt geworden war, dass die Operationen des SOE in den Niederlanden von der Abwehr und der Sicherheitspolizei im Englandspiel unterwandert worden waren. Dabei wurden durch die Leiter und Auswerter der N-Sektion übersehen, dass Sicherheitschecks im Funkverkehr fehlten, gleiches geschah auch in der F-Sektion unter Maurice Buckmaster, der etliche SOE-Agenten zum Opfer fielen.
Als Leiter des SOE koordinierte Gubbins die Aktivitäten der Widerstandsbewegungen weltweit. Gubbins’ Aufgabe bestand darin, sich auf höchster Ebene mit dem Auswärtigen Amt, den Stabschefs, den Vertretern der Widerstandsorganisationen, den Exilregierungen und anderen alliierten Stellen, insbesondere dem US-amerikanischen Office of Strategic Services (OSS), abzustimmen. Es stellte sich heraus, dass der organisierte Widerstand effektiver war, als Whitehall erwartet hatte; in Nordwesteuropa, wo die Aktivitäten des SOE unter Gubbins’ persönlicher Kontrolle standen, schätzte Dwight D. Eisenhower später, dass allein der Beitrag der französischen Résistance sechs Divisionen wert gewesen war.

### Späteres Leben
Als das SOE 1946 aufgelöst wurde, konnte das Kriegsministerium Gubbins keine geeignete Stelle anbieten, und nachdem er im Rang eines Colonel und Ehrenrang eines Major-General aus der Armee ausschied, wurde er Geschäftsführer eines Teppich- und Textilherstellers. Er blieb in Kontakt mit Menschen in vielen der Länder, bei deren Befreiung er geholfen hatte, und wurde von Prinz Bernhard der Niederlande eingeladen, der Bilderberg-Gruppe beizutreten. Er unterstützte auch den von ihm mitbegründeten Special Forces Club.
In erster Ehe heiratete Gubbins am 22. Oktober 1919 Norah Creina (* 1894). Das Paar hatte zwei Söhne, von denen der ältere, Michael, in der SOE diente und 1944 in Anzio fiel. Das Paar ließ sich 1944 scheiden und er heiratete am 25. September 1950 die gebürtige Norwegerin Anna Elise Tradin, geborene Jensen (1914–2007). Seine Nichte war die Journalistin und Schriftstellerin Una-Mary Parker.
Der Schütze und Fischer Gubbins verbrachte seine letzten Jahre in seinem Haus auf den Hebriden, auf der Isle of Harris. Er wurde 1976 zum Deputy Lieutenant des Inselgebiets der Äußere Hebriden ernannt. Gubbins starb am 11. Februar 1976 in Stornoway.
Sein Kryptograph beim SOE war Leo Marks, dessen Buch Between Silk and Cyanide (1998) ein detailliertes Porträt von Gubbins und seiner Arbeit, wie Marks sie kannte, enthält. An einer Stelle (S. 222) beschreibt Marks Gubbins:

“Described by Tommy [Marks’ closest friend] as ‘a real Highland toughie, bloody brilliant, should be the next CD’, he was short enough to make me feel average, with a moustache which was as clipped as his delivery and eyes which didn’t mirror his soul or any other such trivia. The general’s eyes reflected the crossed swords on his shoulders, warning all comers not to cross them with him. It was a shock to realize they were focused on me.”

„Tommy [Marks engster Freund] beschrieb ihn als ‚ein echter Highland-Toughie, verdammt brillant, sollte die nächste CD werden‘, er war so klein, dass ich mich durchschnittlich fühlte, mit einem Schnurrbart, der so kurz geschnitten war wie sein Auftreten, und Augen, die nicht seine Seele oder andere derartige Kleinigkeiten widerspiegelten. In den Augen des Generals spiegelten sich die gekreuzten Schwerter auf seinen Schultern wider, die jeden, der kam, davor warnten, sie mit ihm zu kreuzen. Es war ein Schock zu erkennen, dass sie auf mich gerichtet waren.“

In ihren 1997 veröffentlichten WerkVirtual History bezeichnen Andrew Roberts und Niall Ferguson Gubbins als „einen der unbesungenen Helden des Krieges“.

## Belege
1. ↑  Major General Sir Colin McVean Gubbins. British Resistance Archive, archiviert vom Original am 18. Juni 2013; abgerufen am 29. Juni 2022 (englisch).
2. 1 2  Peter Wilkinson, Joan Brightly: Gubbins and SOE. 1993, ISBN 978-1-78383-544-7 (englisch).
3. 1 2  Colin Gubbins private Notizen.
4. ↑  Kriegstagebuch der 29. Brigade.
5. ↑  William Sheehan: British Voices from the Irish War of Independence. S. 134.
6. ↑  Michael T. Foy: Michael Collins Intelligence War. S. 196.
7. ↑  Sir Ormonde Winter: A Winter’s Tale. S. 295.
8. ↑  The World War 2 SOE Training Manual. S. 39 (englisch, wordpress.com [PDF]).
9. ↑  Colin McVean Gubbins – Kent Auxiliary Units 1940–1944. Archiviert vom Original am 8. August 2014; abgerufen am 29. Juni 2022 (englisch).
10. ↑  Wilkinson and Astley. 2010, S. 67 f.
11. ↑  Malcolm Atkin: Fighting Nazi Occupation: British Resistance 1939 – 1945. Pen and Sword, ISBN 978-1-4738-3377-7, Kap. 6.
12. ↑  About The Club. Special Forces Club, archiviert vom Original am 21. März 2012; abgerufen am 29. Juni 2022.
13. ↑  Leo Marks: Between Silk and Cyanide: A Codemaker’s Story 1941–1945. HarperCollins, 1998, ISBN 978-0-00-710039-2.

| Personendaten    | Personendaten                                  |
| ---------------- | ---------------------------------------------- |
| NAME             | Gubbins, Colin                                 |
| ALTERNATIVNAMEN  | Gubbins, Sir Colin McVean (vollständiger Name) |
| KURZBESCHREIBUNG | britischer Offizier                            |
| GEBURTSDATUM     | 2. Juli 1896                                   |
| GEBURTSORT       | Tokio, Japan                                   |
| STERBEDATUM      | 11. Februar 1976                               |
| STERBEORT        | Stornoway, Schottland                          |